# Kanyabisiga
Kanyabisiga är ett vattendrag i Burundi.   Det ligger i provinsen Mwaro, i den centrala delen av landet, 50 kilometer öster om huvudstaden Bujumbura.
I omgivningarna runt Kanyabisiga växer huvudsakligen savannskog. Runt Kanyabisiga är det ganska tätbefolkat, med 230 invånare per kvadratkilometer.